# Strage degli innocenti (Fantacchiotti)
La Strage degli innocenti sita al cimitero di San Terenzo di Lerici, è un gruppo marmoreo dello scultore Odoardo Fantacchiotti.

## Descrizione dell'opera
Il gruppo raffigura due protagonisti del celebre quanto drammatico episodio biblico della Strage degli innocenti. Una giovane madre inginocchiata nell'atto di sorreggere il corpo inerme del figlioletto con il braccio sinistro; la mano destra portata alla fronte e gli occhi rivolti al cielo. La più poetica descrizione ch si conosca è firmata da un membro della critica dell'Accademia di Belle Arti di Firenze, che vide l'opera esposta nell'anno 1839.
"Sono due sole figure, una madre desolata e un suo figlioletto trafitto [...] quel dolore che nell'anima si sente e che ormai non ha più speranza non si esala con lacrime o con strida. Il gladiatore muto ti fa gelare più di Laocoonte che urla per fisici spasmi. È questa bella miseranda, caduta con un ginocchio sul suolo e che sostiene ancora sul femore sollevato un morto fanciullo sembra sfolgorata dalla sventura che non ha parole. Ella innalza gli occhi al cielo: perché tanto le anime sensibili che le scellerate nelle tempeste de mali che la loro forza non può riparare, colassù rivolgono lo sguardo [...] lo sguardo del rassegnato alla difficile prova de' mali [...] un pianto e un lamento grande; Rachele piange i suoi figli e non vuole essere consolata perché non può più [...]" (Anton Maria Izunnia, Il Giornale del Commercio, Firenze, 1839)

## La "scomparsa" ed il "ritrovamento"
L'opera in questione, come del resto anche la fama di questo scultore, caddero ingiustamente nell'oblio, tanto che nel Dizionario Biografico dell'Enciclopedia Treccani ancora oggi si legge: "[Fantacchiotti] nel 1839 espose all'Accademia la Strage degli innocenti (perduta, restano alcuni disegni presso gli eredi), in cui la figura del bambino venne paragonata ad un calco dal vero (A. M. Izunnia, La strage degl'innocenti, gruppo del sig. O. F., in Giornale del commercio, II [1839], 46, p. 182)". Nessun accenno alla versione lapidea dell'opera, collocata nel Cimitero Comunale di San Terenzo (La Spezia).
L'opera fu ideata dallo scultore nel 1838 e presentata l'anno successivo all'esposizione annuale dell'Accademia delle Belle Arti di Firenze. Tra le lodi, le meravigliose parole della recensione del critico Anton Maria Izunnia, che si auspicò la tempestiva trasposizione in marmo di tale modello in gesso. Scriveva Izunnia: "...ma non essendo di commissione, chi sa quando sarà eseguito? la sorta arrida all'artista che ben lo merita; ma rari son purtroppo coloro che sappiano apprezzare un'opera di grande leva". Il ventisettenne autore della Strage degli innocenti, Odoardo Fantacchiotti, era infatti ancora uno studente, ed era la prima volta che realizzava un'opera autonoma, slegandosi dai dettami della formazione neoclassica per aderire al purismo e al naturalismo che stavano nascendo a Firenze. Il modello fu tradotto in marmo dallo stesso Fantacchiotti solo nel 1858, come leggiamo ai piedi della scultura. Il committente era il marchese Filippo Ala Ponzoni, dal 1839 socio onorario dell'Accademia fiorentina. Il marmo, regalo di nozze del marchese Giuseppe Malfanti di Genova alla consorte Domenica Venturelli, arrivò attornò al 1897 al Castello di Camisano presso Ameglia. Circa un secolo dopo l'opera venne sistemata dall'attuale famiglia proprietaria nel cimitero di San Terenzo a Mare, nel golfo di La Spezia. Senza fonte ma sicuramente suggestiva la voce che collegherebbe la scelta dei proprietari con la prematura scomparsa del figlio. Per quanto riguarda il gesso fino al 1967 si sa della sua permanenza nello studio Fantacchiotti-Gabbrielli di via Panicale a Firenze. Donato poi alla Chiesa della Ginestra Fiorentina fu esposto all'aperto per il tempo sufficiente alla sua rovina. Il "ritrovamento" dell'opera, quindi, ovvero la corretta ricostruzione dei suoi spostamenti, portò ad un progetto di conservazione. Avviato nel 1998 dall'Istituto Statale d'Arte Felice Palma di Massa, in collaborazione con la Soprintendenza ai Beni Artistici della Liguria, il progetto si occupò del restauro del marmo e dello studio di una struttura di copertura, realizzata come misura di prevenzione da ulteriori danni.